# Potter (Wisconsin)
Potter – wieś w Stanach Zjednoczonych, w stanie Wisconsin, w hrabstwie Calumet.